# Miesiąc miodowy w Las Vegas
Miesiąc miodowy w Las Vegas – amerykańska komedia romantyczna z 1992 roku.

## Główne role
- James Caan - Tommy Korman
- Nicolas Cage - Jack Singer
- Sarah Jessica Parker - Betsy/Donna
- Pat Morita - Mahi Mahi
- Johnny Williams - Johnny Sandwich
- John Capodice - Sally Molars
- Robert Costanzo - Sidney Tomashefsky
- Anne Bancroft - Bea Singer
- Peter Boyle - Wódz Orman
- Burton Gilliam - Roy Bacon, naśladowca Elvisa
- Brent Hinkley - Vern
- Dean Hallo - Lyle
- Seymour Cassel - Tony Cataracts
- Jerry Tarkanian - Sid Feder
- Keone Young - Eddie Wong
- Danny Kamekona - Niko
- John McMahon - Chris
- Lisa Ann Poggi - Laura
- Ben Stein - Walter
- Teddy Bergman - David
- Tony Shalhoub - Buddy Walker

## Fabuła
Prywatny detektyw Jack Singer obiecał umierającej matce, że zostanie kawalerem. Ale pod wpływem Betsy - swojej narzeczonej zmienia zdanie. Wyrusza z nią do Las Vegas, by się ożenić. Tam poznaje Tommy'ego Kormana, który zaprasza go do pokera. Tam Jack przegrywa 64 tys. dolarów. Tommy proponuje unieważnienie długu, ale stawia warunek - w zamian chce Betsy. Przypomina mu ona dawną dziewczynę Donnę. Po rozmowie z narzeczoną Jack zgadza się. Ale Tommy zrobi wszystko, by do ślubu między nimi nie doszło.

## Nagrody i nominacje
- Złote Globy 1992
  - Najlepsza komedia/musical (nominacja)
  - Najlepszy aktor komediowy/musicalowy - Nicolas Cage (nominacja)